# Sierra Wave Project

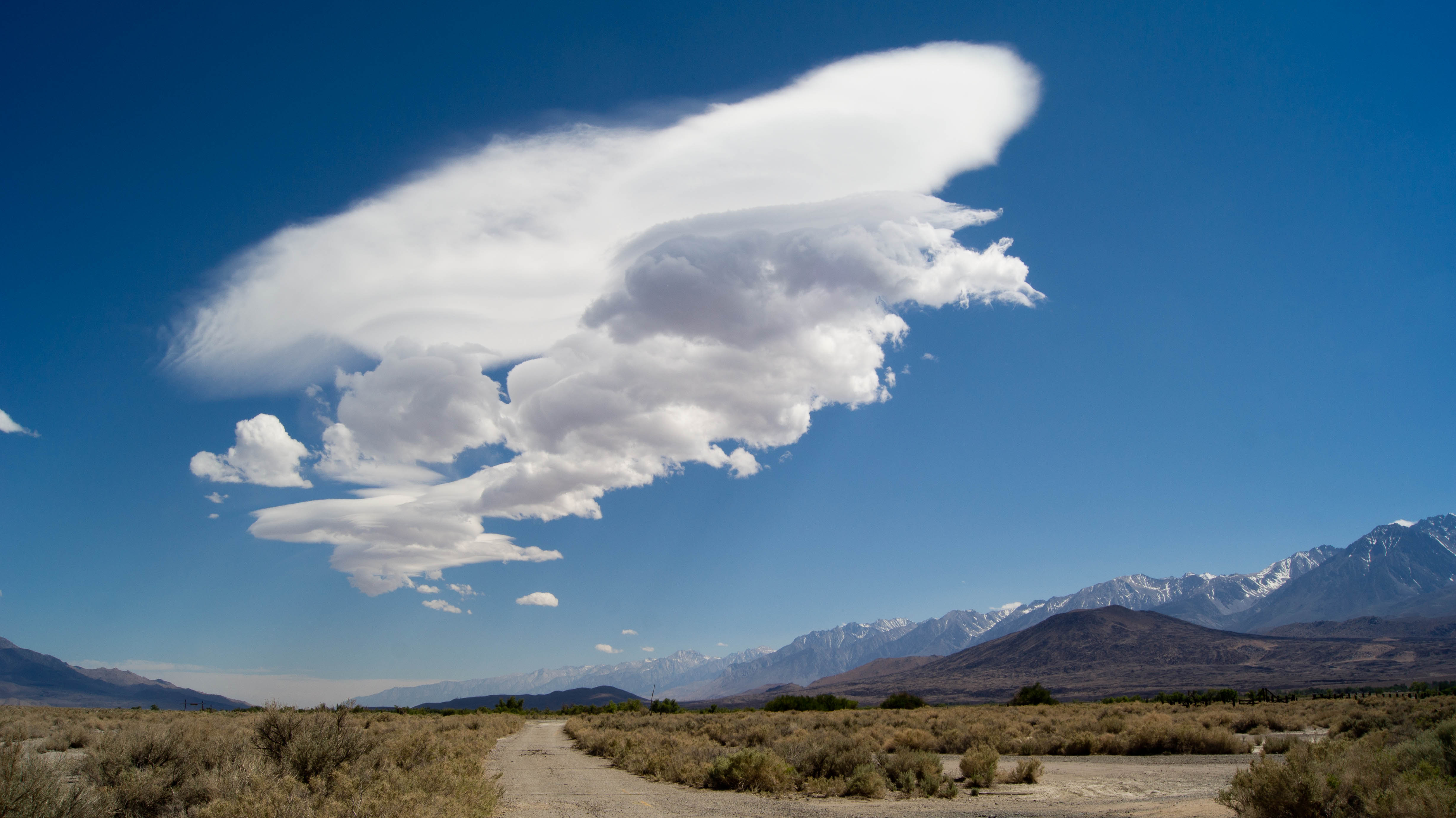
Système ondulatoire avec rotor dans la vallée d'Owens (Californie). Altocumulus lenticularis avec des altocumulus associés au rotor.

Le Sierra Wave Project est un programme d'étude, effectué de 1951 à 1955, à propos des ondes orographiques se produisant en aval des montagnes par vents forts. Les ondes orographiques n'étaient pas comprises par les pilotes et une légende voulait que l'altimètre et le variomètre étaient déréglés. Ces instruments fonctionnaient en fait parfaitement. Ainsi, ces ondes orographiques furent à l'origine de nombreux accidents et par conséquent, l'US Air Force a financé des recherches à Bishop (Californie) en aval de la Sierra Nevada.
Joachim Kuettner fut le directeur scientifique du projet, un pilote de planeur confirmé et l'un des premiers pilotes capable d'exploiter les ondes orographiques en Allemagne. De nombreux vols en planeur et en bombardier ont été effectués durant cette période à travers les rotors et les ondes proprement dites.

## Description du lieu
Bishop est localisée dans la vallée d'Owens à l'est de la Sierra Nevada. À l'est de cette localité se trouvent les monts Inyo et les montagnes Blanches. Bishop est en aval du Mont Whitney qui s'élève à 4 418 m et qui est le point culminant des États-Unis hormis l'Alaska. La bourgade elle-même est à 1 264 m d'altitude. Il y a donc un dénivelé de plus de 3 000 m. La distance entre ces 2 points est inférieure à 10 km. Ce lieu est donc particulièrement favorable à la formation d'ondes violentes et donc a été choisi pour cette étude.

## Historique
L'idée d'effectuer cette étude revient à l'association du vol à voile de la Californie du sud (Southern California Soaring Association). Les principaux initiateurs sont Wolfgang Klemperer et Paul MacCready. La marine et l'armée de l'air américaines ont perdu de nombreux appareils au cours de la Seconde Guerre mondiale au voisinage des montagnes. Il y avait donc un besoin de comprendre ces phénomènes. Les initiateurs du projet ont donc soumis une proposition à l'US Navy. La marine bien qu'étant intéressée refusa le projet pour cause d'absence de fondement théorique. Nullement découragés, les promoteurs du projet ont contacté l'UCLA et conjointement, ils ont redéposé une proposition remaniée à l'armée de l'air qui l'a finalement acceptée.

### Première phase: 1951/1952
Au départ seuls deux planeurs Pratt Reid ont été utilisés. Ces planeurs étaient équipés de l'instrumentation standard plus un barographe, un thermomètre et une caméra 16 millimètres qui prenait des photos du tableau de bord toutes les 2 secondes. La durée maximale d'enregistrement était de 1.5 heure et la durée maximale d'utilisation de l'oxygène à bord était de 4.5 heures. À partir du sol les planeurs étaient suivis à l'aide de photo-théodolites et un enregistrement était effectué toutes les 5 secondes. Cela tenait lieu de GPS. 11 vols durant 9 jours ont été effectués et seulement la moitié des données ont été exploitables.
De nombreuses fois, les records mondiaux d'altitude en planeur ont été battus et les vols entre 30 000 pieds et 40 000 pieds étaient courants. Par exemple, le 5 mars 1951, Joachim Kuettner et Bob Symons ont atteint en 1 heure l'altitude de 38 305 pieds soit 11 781 mètres effectué en biplace battant le record du monde d'altitude. Vu les conditions glaciales régnant à ces altitudes, les pilotes ont été pris d'un besoin urgent de se soulager et ont effectué une descente dans la partie descendante de l'onde plus que rapide, en vrille, et en quelques minutes ils se sont retrouvés à l'altitude de prise de terrain et ont atterri directement en face des latrines.

### Deuxième phase: 1955
Le groupe proposa un projet de planeur stratosphérique pressurisé. Ce projet fut refusé pour des raisons budgétaires car le coût de ce projet correspondait à 80 % du budget annuel du Cambridge Research Laboratory pour lequel travaillait Joachim Kuettner.
La deuxième phase du projet appelée Jet Stream Project avait eu pour but d'évaluer l'interaction entre le courant-jet et les systèmes ondulatoires. Il eut aussi pour but d'étudier les rotors ce qui n'était pas du goût des pilotes qui y ont été confrontés 
par le passé à ces phénomènes. Comme il sera vu plus bas, un des pilotes perdit un planeur au cours de cette étude.

#### Matériel utilisé
Un des 2 planeurs Pratt Reid était encore en état de voler et il fut ajouté un planeur Schweizer 2-25 qui avait de bien meilleures performances (pour l'époque). L'autre planeur Pratt-Reid fut détruit par un des membres de la Southern California Soaring Asociation. En plus des planeurs, des  bombardiers B-29 et B-47 ont aussi été utilisés. Les tests ont été effectués en avril 1955.

#### Destruction d'un planeur dans un rotor
Le 25 avril, Lary Edgar eut rencontré une turbulence extrême (de l'ordre de 16 g),,
,
en approchant un nuage de rotor. Il fut victime d'un voile noir et son planeur se brisa. Bien que blessé, if fut éjecté du planeur car les sangles se sont rompues. Il reprit connaissance et put déployer son parachute,.
Le pilote perdit temporairement la vue et le côté gauche du corps devint insensible. Deux jours après l'accident, les yeux aux beurre noir semblaient tout droit sortis d'un film d'horreur. L'iris étaient entouré de taches rouges causées par la rupture de vaisseaux dans l'œil. Vu la sévérité des blessures oculaires, les médecins ont estimé que le pilote a subi des accélérations de 20 g. Le corps entier était couvert de contusions mais aucun os ne fut brisé. Le pilote récupéra complètement de ses blessures.

## Principaux résultats
Plusieurs types d'ondes ont été observés :
- Ondes puissantes avec des longueurs d'onde de 8 à 20 milles (13 à 32 km) et des vitesses verticales de 18 à 36 nœuds (de 9 à 18 m/s).
- Ondes modérées avec des longueurs d'onde de 5 à 8 milles (8 à 13 km) et des vitesses verticales de 9 à 18 nœuds (4.5 à 9 m/s).
- Ondes de faible intensité avec des longueurs d'onde de 2.5 à 5 milles (4 à 8 km) et des vitesses verticales de 3 à 9 nœuds (1.5 à 4.5 m/s).

Sous l'onde proprement dite, les rotors ont été identifiés; les nuages associés étaient soit des cumulus fractus de faible épaisseur ou soit un mur de nuages s'élevant jusqu'à 9 km de hauteur. Le premier cas (qui est le plus courant) correspond à des ondes piégées (de type I) tandis que le deuxième cas (rare) correspond à un ressaut hydraulique (onde de type II).

## Recherches ultérieures
Le Sierra Rotors Project en mars-avril 2004 a eu pour but de cartographier un système d'ondes orographiques et de rotors associés et de comparer les mesures avec des simulations numériques. La recherche s'est déroulée à Independence. Les mesures n'ont pas impliqué l'utilisation d'aéronefs et ont été effectuées à partir de stations météorologiques au sol et à partir de sondages atmosphériques. Les mesures démontrent qu'au premier ressaut les rotors peuvent atteindre l'altitude de 6 000 m,.
Au cours de la campagne 2006, un système d'ondes que l'on croirait tout droit sorti d'un ouvrage de vulgarisation fut présent et étudié. Les photographies présentées dans la référence
montrent clairement un alignement pratiquement continu de nuages de rotors et un nuage-mur à l'ouest.